# Nacionalisme belga
El nacionalisme belga (neerlandès: Belgicisme, francès: Belgicanisme) és una ideologia que es mostra favorable a un fort govern centralitzat de Bèlgica, amb menys o cap autonomia per a la comunitat flamenca, la comunitat francesa, la comunitat alemanya i la capital bilingüe de Brussel·les (on el francès i el neerlandès són els idiomes oficials), i les seves respectives regions ètniques a Bèlgica, que estan de les regions de Flandes, Valònia i la Regió de Brussel·les-Capital.
Insisteix a restaurar la total sobirania del nivell d'estat belga, després de dècades de reformes estructurals estatals que han fet de Bèlgica un estat federal des de 1970, contrari als independentistes flamencs, que advoquen per la independència de Flandes, els regionalistes valons que advoquen per una major autonomia per de Valònia i els regionalistes alemanys que advoquen per una regió a part de Valònia, de la qual formen part, per si mateixos. Els nacionalistes belgues advoquen per la unitat entre tots els grups lingüístics de Bèlgica i condemnen cada percepció xovinista o discriminació lingüística, advoquen pel coneixement de totes les llengües oficials (neerlandès, francès i alemany) i un fort sentiment de ciutadania multicultural i tolerant.
Té el suport sobretot dels polítics de parla francesa, la minoria de socialistes, certs cercles de Brussel·les i la minoria de l'extrema dreta, i històricament entre els feixistes. No té adhesió popular en cap regió de Bèlgica, i els partits polítics que defensaven aquesta ideologia no han obtingut mai suport en les últimes dècades, de manera que continua sent molt més feble que el nacionalisme independentista dels flamencs i els nacionalismes regionals dels valons i alemanys.

## Els defensors del nacionalisme belga
- Belgische Unie - Union belge (B.U.B.), partit polític centrista i unionista bilingüe
- Vivant, partit polític liberal social francòfon

### Històricament
- Front Nacional (Bèlgica), partit polític d'extrema dreta francòfon
- Verdinaso, moviment polític feixista flamenc
- Rexisme, moviment polític feixista francòfon